# Emad Mohammed
Emad Mohammed Ridha (arabisch عماد محمد رضا, DMG ʿImād Muḥammad Riḍā) (* 24. Juli 1982 in Kerbela) ist ein ehemaliger irakischer Fußballspieler.

## Karriere
Mohammed begann seine Karriere im Alter von zehn Jahren bei Lokalverein Karbala SC, bei dem er von 1992 bis 1998 spielte. Im Alter von 16 Jahren wechselte er dann zum irakischen Traditionsverein Al-Zawraa. Mit Al-Zawraa wurde er in den Jahren 1999 bis 2001 dreimal in Folge irakischer Meister, 1999 und 2000 auch Pokalsieger.
Ab 2002 folgten dann mehrere kurze Aufenthalte bei verschiedenen Clubs, so spielte Mohammed in der Saison 2003/03 bei al-Gharafa in der katarischen Liga. Nach einer weiteren Saison für az-Zawraa im Irak ging er zurück nach al-Gharafa und wechselte später zum Ligakonkurrenten al-Wakrah SC. Im Jahr 2005 ging er dann in den Iran, wo er bis 2006 beim Foolad Ahvaz und danach für Sepahan Isfahan spielte.
Mit Sepahan wurde Mohammed in den Jahren 2006 und 2007 Gewinner des Hazfi Cup, außerdem erreichte er 2007 das Final der AFC Champions League und nahm an der FIFA-Klub-Weltmeisterschaft 2007 teil. Bei der Klub-Weltmeisterschaft gelangen ihm zwei Treffer.
Im Juni 2010 wechselte er zu Al-Zamalek in die ägyptische Liga, dort erhielt er einen Drei-Jahres-Vertrag.

## Nationalmannschaft
Seine Karriere in der irakischen Nationalmannschaft begann bei der U-20 Auswahl, mit der er im Jahr 2000 die Junioren-Asienmeisterschaft im Iran gewinnen konnte. Beim 2:1-Finalsieg über Japan erzielte er beide Treffer und verhalf dem Irak zu seinem fünften Titel in dieser Alterskategorie. Bei darauffolgenden Weltmeisterschaft war Emad Mohammed ebenfalls Teil des Kaders, er erzielte beim 3:0-Sieg über Kanada und bei der 1:6-Niederlage gegen Brasilien jeweils einen Treffer.
Im August 2000 wurde er in die B-Nationalmannschaft berufen, die bei einem Freundschaftsturnier in Indonesien den zweiten Platz belegte. Für die Asienmeisterschaft im selben Jahr wurde er aber nicht nominiert. Sein Debüt in der A-Nationalmannschaft gab er erst am 31. Januar 2001 beim 0:0 gegen den Libanon.
Mit der Olympiaauswahl des Iraks bestritt er 2003 und 2004 die Qualifikationsspiele für die Olympischen Spiele in Athen. Bei der Endrunde erreichte der Irak den vierten Platz, wobei Mohammed zwei Treffer, darunter der Siegestreffer gegen Australien gelang. Außerdem nahm er an der Asienmeisterschaft 2004 teil.
Im April 2007 wurde Mohammed aufgrund öffentlicher Kritik des irakischen Fußballverbandes für zwei Jahre von der irakischen Nationalmannschaft suspendiert, jedoch nach einer formellen Entschuldigung im Juni desselben Jahres wieder begnadigt. Von dem damaligen Nationaltrainer Jorvan Vieira wurde er allerdings nur als Reservespieler für die Asienmeisterschaft 2007, die der Irak später gewann, berufen. Bei der Qualifikation zur WM 2010 gehörte er allerdings wieder der Nationalmannschaft an. Er nahm auch am Konföderationen-Pokal 2009 in Südafrika teil.
In seinen ersten 81 Länderspielen erzielte Emad Mohammed 24 Treffer.(Stand: März 2010)